# Берлінг'єро Берлінг'єрі
Берлінг'єро Берлінг'єрі (Berlinghiero Berlinghieri, між 1175 та 1180 —між 1236 й 1242) —італійський художник романського (візантійського) стилю, засновник власної школи живопису у Луцці. Мав прізвиська Берлінг'єро ді Міланезе та Берлінг'єро ді Лукка.

## Життєпис
Точне місце і дата народження не відомі. Згідно з середньовічними джерелами, до 1236 року не було в живих. Ґрунтуючись на цьому дослідники відносять дату його народження приблизно до 1180 року. Частина імені художника ді Міланезе означає, що Берлінг'єро був родом з Мілана або його околиць. За іншою гіпотезою родина Берлінг'єрі веде своє походження з Вольтерри, так як в архівних документах цього міста було виявлено запис, в якій фігурує ім'я Берлінг'єро.
Берлінг'єро Берлінг'єрі був засновником першої відомої в Тоскані художньої майстерні, а також династії художників. Його сини Бонавентура, Бароне і Марко, працювали в майстерні батька. Вперше ім'я Берлінгьеро ді Міланезе було знайдено в документальних записах 1228 року. В них повідомляється, що Берлінг'єро зі своїми синами Бонавентурою і Бароне, а так само з іншими жителями Лукки уклав угоду з Пізою.

## Творчий спадок
Діяльність майстерні Берлінг'єро не обмежувалася Луккою, з документів відомі замовлення з Фучеккьо і Пеші, Ареццо і Болоньї, що свідчить про популярність та успішність майстерні. На сьогодні відомо три твори художника, підписані Берлінг'єро:
- Хрест, 1210–1220 роки (Національний музей Вілла Гуініджі, Лукка);
- Хрест або Хрест з Фучеккьйо 1230–1235 роки (Національний музей Сан-Матео, Піза);
- Залишок розписного хреста у приватній колекції.

Решта робіт приписуються йому дослідниками по аналогії: 
- Триптих (Музей мистецтв, Клівленд);
- Мадонна з немовлям (Музей мистецтва Північної Кароліни, Ралі);
- Мадонна з немовлям або Мадонна Стросса, пр. 1230 рік (Музей Метрополітен, Нью-Йорк);
- Фрагмент розписного хреста (Музей Пті Пале, Авіньйон);
- Фрагмент хреста (Національний музей, Ріо-де-Жанейро);
- Мадонна з немовлям (Кафедральний собор, Піза).

З діяльністю майстерні Берлінг'єро пов'язують також створення мозаїчної композиції Вознесіння Ісуса Христа на фасаді базиліки Сан-Фредіано в Луцці, ймовірно, за проектом самого Берлінг'єро.

## Особливості стилю
У творах Берлінг'єро відчувається переважно візантійський вплив. Проте помітні спроби не лише слідувати візантійським зразкам, але вносити щось своє. Наприклад, у триптиху з Клівленда, іконографія якого заснована на візантійському прототипі «Богоматір Глікофілуса», видно бажання олюднити фігурку Христа-немовляти. На «Хресті з Фучеккьйо» незважаючи на те, що цей хрест на різновид «Христа тріумфуючого», лик Христа вже спотворений гримасою страждання.